# Bawarska Partia Ludowa

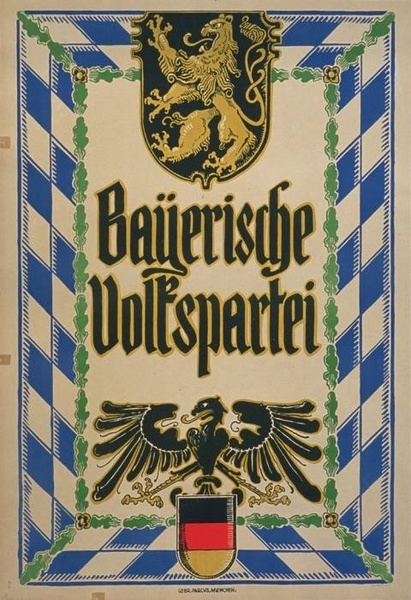
Plakat Bawarskiej Partii Ludowej z 1919 roku.

Bawarska Partia Ludowa (niem. Bayerische Volkspartei) – bawarska gałąź Partii Centrum, która zerwała z resztą ugrupowania w celu obrania bardziej konserwatywnego i katolickiego kursu. We wczesnych latach 20. XX wieku szczególnie separatystyczny był związkowy rząd Gustava von Kahra, który sprzeciwiał się narzucaniu mu woli stolicy w czasie kryzysu inflacyjnego w 1923 roku. Te buntownicze nastroje zakończyły się wraz z Puczem monachijskim Hitlera. Po ustabilizowaniu się nieco sytuacji polityczno-ekonomicznej w państwie, partia obrała sobie nieco bardziej umiarkowaną linię programową, pod przywództwem Heinricha Helda. Bawarska Patia Ludowa postrzegana jest jako prekursor Unii Chrześcijańsko-Społecznej (CSU).